# 慈憲皇后
大氏（？—1153年4月），金德宗完顏宗幹側室，海陵王完顏亮的生母。
天辅六年（1122年）生完颜亮。其后，再生一子一女，即完颜襄、平阳长公主。另有一子（或女）的情况不详。天德二年（1150年）正月，完顏亮尊大氏與嫡母徒單氏為皇太后，大太后就居住在永寧宮。大太后的曾祖大坚嗣追赠司空，祖父大臣宝追赠司徒，父亲大昊天赠太尉、王，兄长大兴国奴追赠开府仪同三司、卫国公。
貞元元年（1153年）四月，大太后生病，完顏亮下詔用十萬貫錢求方藥，但不久大太后就去世，完顏亮追封她為慈憲皇后，與金德宗合葬大房山。大定七年（1167年），金世宗降封大太后為海陵太妃，後來更追降為遼王夫人。